# П'ять пенсів (монета Великої Британії)
П'ять пенсів (5p) (англ. five pence) — британська розмінна монета, яка складає 1/20 фунта стерлінгів.  Монета увійшла в обіг у 1968 році, замінивши шилінг в рамках підготовки до переходу на десяткову грошову систему 1971-го. В народі монету часто називають «five pee». На сьогодні існують чотири типи аверсу монет цього номіналу, що містить профіль королеви Єлизавети II. Останній тип портрету карбується з 2015 року, розроблений дизайнером Джоді Кларком. З 2008 року на реверсі цих монет з'явилося зображення частини Королівського щита.
Монети у п'ять і десять пенсів є законним платіжним засобом тільки до суми у 5 фунтів. Це означає, що допустимо відмовитися від виплати суми більше 5 фунтів монетами у 5 і 10 пенсів.
П'ять пенсів спочатку карбувалися з мідно-нікелевого сплаву (75% міді, 25% нікелю). З 2011 року монети карбуються з нікельованої сталі, через подорожчання цього сплаву. З січня 2013 року, Королівський монетний двір почав програму поступового вилучення старих монет цього номіналу з мідно-нікелевого сплаву з обігу.
Станом на березень 2014 року, в обігу знаходилося 3 847 мільйонів монет у 5 пенсів, на суму 192,370 мільйонів фунтів.

## Дизайн

Дизайн реверсу 1968-2008 років

Перший тип реверсу монети, розроблений Крістофером Айронсайдом, використовувався з 1971 по 2009 рік, і зображав коронований чортополох (символ Шотландії). Нижче чортополоху містилась цифра «5». Над чортополохом у 1968-1981 роках містився напис «NEW PENCE», або «FIVE PENCE» у 1982-2009 роках.
На сьогоднішній день існує чотири типи аверсу монети, на всіх них міститься напис «ELIZABETH II D.G.REG.F.D.» і рік карбування. Обидві сторони монет мали кільце з крапок по краю.
Як і всі нові британські монети після переходу на десяткову систему у 1971 році, п'ять пенсів до 1984-го на лицьовій стороні містили портрет королеви Єлизавети II у тіарі «Girls of Great Britain and Ireland», розроблений Арнольдом Мачином.
У період з 1985 по 1997 роки, використовувався портрет королеви у діадемі «George IV State Diadem», розроблений Рафаелем Маклоуфом.
У 1990 році монета у 5 пенсів була зменшена в розмірах. Старі монети були вилучені з обігу, дизайн залишився незмінним.
З 1998 по 2015 роки, був використаний портрет королеви знову у тіарі, розроблений Айеном Ренком-Броудлі (під портретом містилися його ініціали «IRB»).
У червні 2015 року, в обігу з'явилися монети з портретом королеви, розробленим Джоді Кларком.
У серпні 2005 року Королівський монетний двір почав конкурс на розробку нового дизайну для всіх номіналів британських циркуляційних монет, крім 2 фунтів. В квітні 2008-го був оголошений переможець конкурсу — Метью Дент, циркуляційні монети за його проектами почали карбуватися з середини того ж року. На монетах 1, 2, 5, 10, 20 і 50 пенсів були зображені частини Королівського щита, при поєднанні всіх монет утворюється його повне зображення. Щит цілком було зображено лише на монеті номіналом в 1 фунт. Реверс 5 пенсів містив верхню ліву частину Королівського щита, що зображала геральдичних леопардів, які відповідали Англії. Аверс монет залишився в основному незмінним, було лише прибрано кільце з крапок по краю монети, як і на реверсі.